# Friedrich Wilhelm Oppenheim

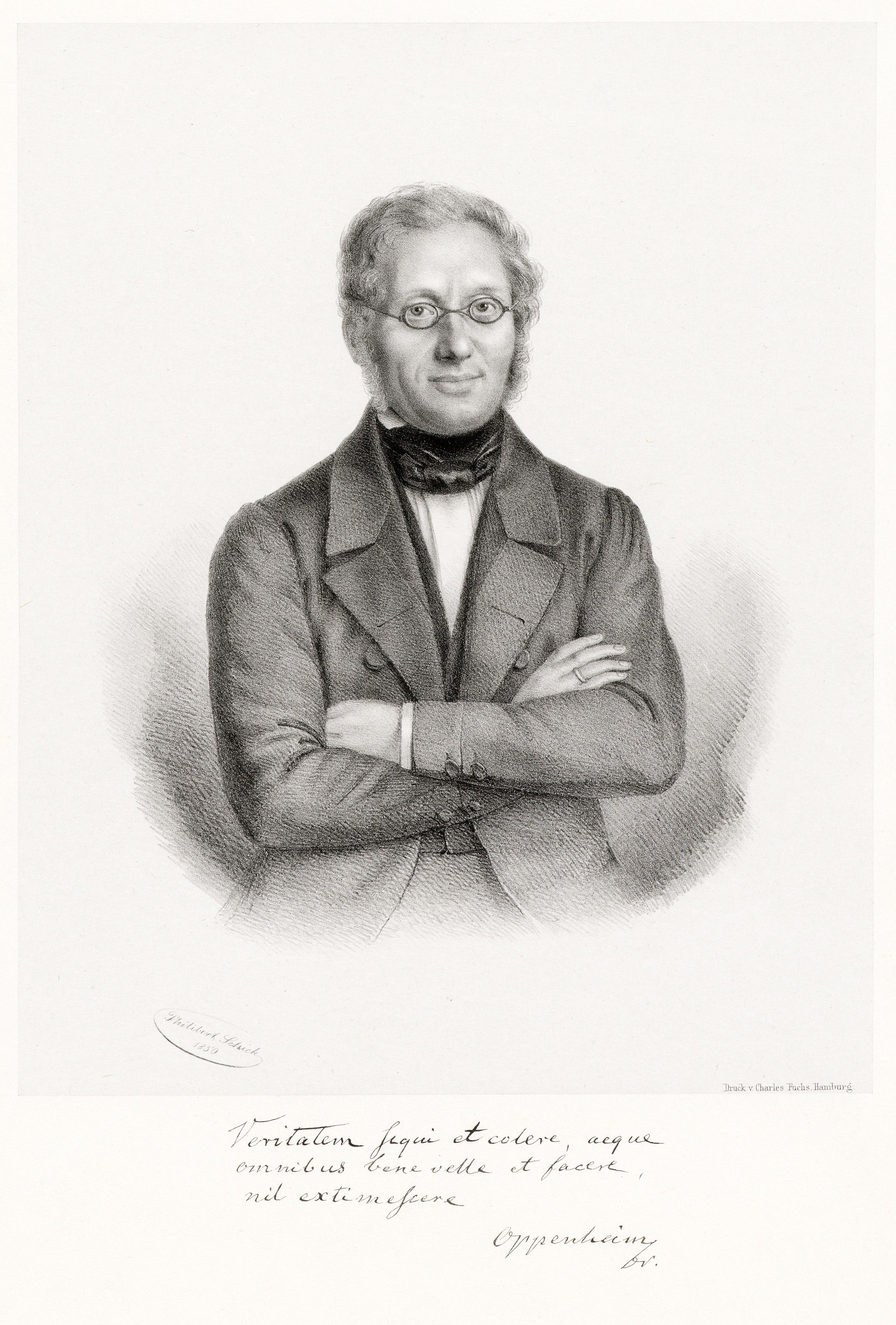
Lithographie von Philibert Schick (1850)

Friedrich Wilhelm Oppenheim (* 5. Oktober 1799 als Samuel Oppenheim in Hamburg; † 16. März 1852 in Illenau) war ein deutscher Arzt.

## Leben und Wirken
Friedrich Wilhelm Oppenheim war ein Sohn des reichen Kaufmanns Salomon Oppenheim (~ 1770–1830) und dessen Ehefrau Judith, geborene Bondy (~ 1773–1857). Das Ehepaar hatte fünf Kinder, von denen Friedrich Wilhelm das Zweitälteste war. Salomon Oppenheim engagierte sich in der jüdischen Reformbewegung und der Jüdischen Gemeinde in Hamburg. Während der Hamburger Franzosenzeit und von 1815 bis 1825 gehörte er dem Vorsteherkollegium der Deutsch-Israelitischen Gemeinde an.
Friedrich Wilhelm Oppenheim ging von 1810 bis 1818 auf die Gelehrtenschule des Johanneums und von Frühjahr bis Herbst 1818 auf das Akademische Gymnasium in Hamburg. Danach studierte er Medizin an der Universität Hamburg und der Universität Heidelberg. Während der Studienzeit konvertierte er 1820 vom jüdischen zum christlichen Glauben. Die Familienmitglieder folgten seinem Beispiel bis in die Mitte des 19. Jahrhunderts. Bei diesen Taufen fungierte er oftmals als Zeuge. Im Rahmen seiner Tauffeier am 8. November 1820 in der evangelischen Kirche von Mosbach nahm er die Vornamen „Friedrich Wilhelm“ an. Da Personen jüdischen Glaubens seinerzeit nur beschränkt arbeiten durften, erhielt Oppenheim durch die Konvertierung neue berufliche Perspektiven; eine Anstellung im Staatsdienst wäre ihm als Jude nicht möglich gewesen.
Am 8. Dezember 1821 bestand Oppenheim das Rigorosum des Medizinstudiums „mit vorzüglichen Lobe“ und wurde zwei Tage später promoviert. Anschließend reiste er drei Jahre lang zu Bildungszwecken durch Europa, darunter nach Frankreich, Großbritannien, in die Niederlande, nach Italien, Spanien, Siebenbürgen und Böhmen. Im Herbst 1824 ließ er sich als examinierter praktischer Arzt in Hamburg nieder. Er arbeitete als Chirurg und Geburtshelfer. Am 14. Januar 1825 erwarb er das Hamburger Bürgerrecht.
In den Folgejahren unternahm Oppenheim wiederholt Bildungsreisen als praktischer Chirurg. 1829 arbeitete er als Stabsarzt beim Generalstab der russischen Armee unter Nikolaus I. Oppenheim leitete die Ambulanz der Avantgarde während des Russisch-Türkischen Krieges. Nach dem Frieden von Adrianopel wirkte er im Krankenhaus von Konstantinopel, dessen Direktor er wurde. Nach dem Rückzug der russischen Armee verließ er die Truppe mit Rangerhöhung. Anschließend arbeitete er bis 1831 als oberster Arzt für den osmanischen Sultan Abdülmecid I. In Der Sammlung des Museums für Kunst und Gewerbe Hamburg befindet sich ein Koran, den er zum Dank erhielt. Er gestaltete die türkische Militärmedizin nach europäischem Muster neu. 1830/31 begleitete er als praktischer Feldchirurg den Krieg gegen Albanien. Während der Kriege nahm Oppenheim zahlreiche Amputationen von Gliedmaßen vor, bei denen es sich oft um Pioniertaten handelte. Dafür erhielt er mehrere Auszeichnungen wie den Orden des Heiligen Wladimir. Außerdem wurde er zum russischen Erbadel ernannt.
Oppenheim verließ danach die türkische Armee und reiste durch Südosteuropa. Im August 1831 ging er zurück nach Hamburg. Hier praktizierte er als Chirurg und Wundarzt, jedoch nicht mehr als Geburtshelfer. Er beschrieb seine Reisen und Auslandsbesuche in mehreren Büchern und Aufsätzen, die zum Beispiel in der Zeitschrift für die gesamte Medizin erschienen. Dabei behandelte er nicht nur medizinische Themen, sondern auch kulturhistorische Zusammenhänge. Die wissenschaftlichen Erkenntnisse gingen in die Fachliteratur ein. Zahlreiche seiner Beiträge erschienen in englischen und französischen Übersetzungen.
Seit 1836 gab Oppenheim die Zeitschrift für die gesamte Medizin mit heraus. Von 1842 bis 1851 übernahm er deren Schriftleitung alleine. Dadurch stand die Zeitschrift in engem Kontakt mit dem Ärztlichen Verein und war zwischenzeitlich deren Publikationsorgan. Oppenheim war dem Verein 1825 beigetreten und wirkte von 1837 bis 1843 in dessen Direktion. Dabei engagierte er sich auch für eine geplante Reform der Hamburger Medizinalordnung. Nachdem die Vereinsbibliothek beim Hamburger Brand weitestgehend verloren war, setzte sich Oppenheim für deren Wiederaufbau ein. In der Zeitschrift warb er erfolgreich um Geld- und Sachspenden aus dem In- und Ausland, mit deren Hilfe die Bibliothek neu eingerichtet werden konnte.
Gemeinsam mit Johann Carl Georg Fricke, Gustav Buek, Georg Hartog Gerson und Günther Oppenheim gründete Friedrich Wilhelm Oppenheim die Anatomisch-Chirurgischen Lehranstalt, an der er von 1833 bis 1842 selbst unterrichtete. Hier erhielten Wundärzte aus Hamburg und Umgebung binnen zwei Jahren eine medizinische Ausbildung, die die Angebote des Akademischen Gymnasiums und der Universität ergänzten und auf ein Studium vorbereiteten. Von 1845 bis 1850 gehörte er zudem dem Hamburger Gesundheitsrat an.
Außerhalb Hamburgs engagierte sich Oppenheim intensiv in medizinisch-wissenschaftlichen Gremien und war Mitglied vieler Gesellschaften und Akademien. Zum 15. Mai 1850 bat er den Hamburger Senat aufgrund von gesundheitlichen Probleme um Freistellung vom Dienst. Wenig später stellte er die praktischen Tätigkeiten ein.
Friedrich Wilhelm Oppenheim, der seit dem 15. März 1832 mit seiner Frau und Cousine Maria Elisabeth verheiratet war, hinterließ zwei Söhne und eine Tochter.
Der Fischereidirektor Hans Lübbert war sein Großneffe.

## Veröffentlichungen (Auswahl)

### Autor
- Experimenta nonnulla circa vitam arteriarum et circulationem sanguinis per vasa collateralia. (Dissertationsschrift), Hamburg 1822.
- Die Behandlung der Lustseuche ohne Quecksilber oder die nicht merkuriellen Mittel und Methoden zur Heilung der Lustseuche. Hamburg, 1827.
- Ueber den Zustand der Heilkunde und über die Volkskrankheiten in der europäischen und asiatischen Türkey. Hamburg, 1833.

### Herausgeber
- Zeitschrift für die gesammte Medicin. (45 Bände), Hamburg 1836 bis 1851.